# Frederick Brisson
Frederick Brisson, född 17 mars 1912 i Köpenhamn, död 8 oktober 1984 i New York, var en amerikansk producent. Han var son till Carl Brisson och gift med skådespeleraren Rosalind Russell från 1941 fram till hennes död 1976.
Brisson tilldelades en Tony för musikalen Damn Yankees 1956.

## Producent i urval
- 1971 - Mrs. Pollifax—Spy
- 1963 - Under the Yum Yum Tree
- 1961 - Five Finger Exercise
- 1955 - The Girl Rush
- 1952 - Never Wave at a WAC
- 1948 - The Velvet Touch